# Tuna-Hästberg
Tuna-Hästberg er en småort i Borlänge og Ludvika kommuner i Dalarnas län i Sverige, beliggende i Stora Tuna og Grangärde socken cirka 25 kilometer syd for Borlänge og 25 kilometer nord for Ludvika. Byen, som er en tidligere minelandsby, deles af kommunegrænsen mellem Ludvika og Borlänge.
Byens oprindelse kan med sikkerhed spores tilbage til første halvdel af 1600-tallet, hvor en formodet finne fra Karelen slog sig ned i nærheden. Denne man, som i domsbogen går under navnet "Ryke Hindrik Jacobsson i Hessebergeth", er i dag stamfader til mange som regner sin oprindelse tilbage til Hästberg.
Byen var i lang tid præget af minevirksomhed. De tidligste sikre dateringer om at minedrift har forekommet i området er fra 1400-tallet. Malmen i Tuna-Hästbergs miner havde et højt manganindhold, hvilket var vigtigt for blandt andet produktionen af våben. Det resulterede i at minen og byen havde deres storhedstid i 1940'erne. Virksomheden ophørte i 1968, da anlæggene ved Karl Rutbergs udgravning blev lukket.